# ダニエル・ペドー
ダン・ペドー（英: Dan Pedoe、1910年10月29日 – 1998年10月27日
）は、イングランド出身の数学者。60年以上を幾何学者として過ごした。生涯の中で幾何学におけるおよそ50の研究・解説論文を書いた。また、数学と幾何学の様々な書籍を執筆しており、その一部は何十年もの間再販され、他言語へも翻訳されている。例えば、 Methods of Algebraic Geometry （ウィリアム・ホッジとの共著）、The Gentle Art of Mathematics、Circles: A Mathematical View、Geometry and the Visual Arts、Japanese Temple Geometry Problems: San Gaku （深川英俊と共著）などがある。

## 生い立ち
1910年、ロンドンに13人兄弟の末男として生まれた。父 Szmul Abramski は、ニューヨークかロンドンのいずれかに向かう貨物船に乗り込んだポーランドからのユダヤ人移民で1890年代にロンドンに到着した。母 Ryfka Raszka Pedowicz はトウモロコシ商人の Wolf Pedowicz と（当時ロシアの衛星国であった）ポーランド立憲王国のウォムジャ出身の Sarah Haimnovna Pecheska の一人娘である。姓に関して、父 Abramski は祭司（コハニム）でイギリスに来て一度、名をコーエン（Cohen）に変えた。最初、13人のこどもはすべてコーエン姓を名乗っていたが潜在的な反ユダヤ主義を避けて、母の旧姓を短縮したペドーという姓を名乗る者も表れた。ダニエルが12歳のときの出来事であった。
"ダニー"（"Danny"）は、イーストエンド・オブ・ロンドンで13人兄弟がいる相対的貧困家庭に育った。父Abramski は家具職人を営んでいた。ダニーはCentral Foundation Boys' Schoolに通い、ゴッドフレイとシドンズの書いた教科書と校長の Norman M. Gibbinsの影響を受け、幾何学に興味を持った。学校在籍中にペドーは最初の論文 The geometric interpretation of Cagnoli's equation: sin b sin c + cos b cos c cos A = sin B sin C – cos B cos C cos a を書き、これは1929年にThe Mathematical Gazetteに掲載されることとなった。"ten plus"試験に合格し、その後ケンブリッジ大学の数学研究の奨学金を獲得した。

## ケンブリッジとプリンストン
ケンブリッジ大学モードリン・カレッジ入学後の3年間、フランク・ラムゼイの父アーサー・スタンリー・ラムゼイ（ Arthur Stanley Ramsey）の下で数学を学んだ。また、ルートヴィヒ・ウィトゲンシュタインとバートランド・ラッセルの講義にも通ったが、彼らの講義スタイルには感銘を受けなかった。幾何学が主要な関心事になるとH. F. ベイカーの指導の下で、博士号を獲得しいくつかの論文を発表した。1935年、ケンブリッジ大学を休学しプリンストンの高等研究所でソロモン・レフシェッツとともに働いた。 

## サウサンプトン大学とフリーマン・ダイソン
1936年にイングランドに帰国すると、ペドーはサウサンプトン大学の数学科の助講師に指名された。1937年、論文 The Exceptional Curves on an Algebraic Surface の力を借りてPhDを受け取った。この論文はベイカーの代数曲面に関するイタリアの学派の理論に関する作品を基にしており、ケンブリッジ大学でウィリアム・ホッジとベイカーに精査された。
1930年後半で、ペドーはイングランドの地理学者マリー・タンストール（Mary Tunstall）と結婚し、娘 Naomi 及び一卵性の双子のダンとヒュー（Hugh, 1939年12月生）を設けた。
1941年、ウィンチェスター・カレッジが陸軍の徴兵で教師を失い、教育機関としての責務が果たせなくなる事態が起こった。ペドーはこの影響で数学の授業の助けを求められた。彼は低学年と高学年のクラスを教えることになった。 このころの高学年のクラスメイトにフリーマン・ダイソンがいる。ダイソンは早々に頭角を現し、ペドーはダイソンに更なる課題と読書を奨めた。2人の友情はペドーが没するまで、50年以上の間保たれた。ダイソンは自身に最も影響を与えた人物として、ハーディやペドーの名を挙げている。
1941年から12年間、ウィリアム・ホッジと共同して3巻に連なる書籍  Methods of Algebraic Geometry を執筆した。当初はハーディの A Course of Pure Mathematics の幾何学の対応物として設計されたが、教科書用に意図されたものではなく、また独自要素を含んでいた。初版は1940年代に発売され、1995年に3巻すべてがケンブリッジ大学出版局から再販された。
1942年、3つの論文 A remark on a property of a special pencil of quadrics 、 On some geometrical inequalities 、An inequality for two triangles を書いた。

## バーミンガム大学とウェストフィールドカレッジ
1942年、ペドーはバーミンガムに越し、バーミンガム大学で数理工学の講師職を務めた。バームンガムにおいて、ペドーは職場の環境に慣れず、家族は幸せに過ごすことができず、大気汚染で子供にも被害が及んだ。イギリスの核兵器開発企画に参加していたバーミンガムの数理物理学教授のルドルフ・パイエルスは、ペドーに何らか戦争に関することをすることを提案した。彼はこれに応え、ドイツの急降下爆撃機作戦を真似るためのピストンリング開発にパートタイムで参加した。
1947年、ペドーはロンドン大学のウェストフィールド・カレッジに移り、数学を指導した。不幸なことに、ペドーの給料は自宅を購入するには不十分で、再び労働環境を"負担である"と感じるようになった。

## ハルツームとシンガポール
マリーに海外に行くことを奨められ、1952年にペドーはスーダンのハルツーム大学の数学科長になり、ウェストフィールド・カレッジの仕事を休職した。ウェストフィールド大学側はペドーに確定的な結論を出すよう命じ、ペドーはウェストフィールド大学から退職し、7年間ハルツームに滞在することになった。ハルツームで、彼は The Gentle Art of Mathematics や An Introduction to projective geometry など、多くの書籍を執筆した。
ハルツームはペドーにとって心地よい生活様式で、クリスマスには家族とともに過ごすことができたなど、彼好みの時間を送った。最終的にマリーは生涯ペドーに付き添い、成長した子供たちはイングランドに残った。
1959年、彼はアレクサンダー・オッペンハイムにシンガポール大学の数学科長に任命された。

## パデューとミネソタ
シンガポールの法で定められた55歳での引退を回避するため、1962年にインディアナ州に移動しパデュー大学で教職を続けた。多少孤立的な位置にあるものの、社会生活は活発的で、ペドーも忙しくしていた。彼が抱えた業務の一つは熟練数学者としてミネソタ・カレッジ の幾何学事業を成功させることであった。彼は映像とそれに付加する書籍を作ることで、高校・大学の幾何学の授業を改善した。
パデューでの生活が2年経ち、ペドーはミネソタ大学の教授に抜擢され、1980年の引退まで職を続けた。引退時にはミネソタ大学の名誉教授に認定された。1968年、レスター・R・フォード賞を授与された。

## 算額
引退後のペドーは算額に興味を持った。1984年に愛知県の高校教師である深川英俊と親しくなった。深川は日本の学会に算額への関心を引くことを失敗していた。
2者間の協力によってカナダのチャールズ・ベバッジ研究センターより書籍 Japanese Temple Geometry Problems が出版された。

## 死没
1998年にペドーは健康を損なって没した。享年88。双子の息子と6人の孫と生活していた。 

## アーカイブ
ペドーの論文と文章はバーミンガム大学アーカイブセンターに保存されている。

## 書籍
- Methods of Algebraic Geometry (3巻)[4][5][6]
- Circles （ Circles: a Mathematical Viewとして再販）
- A Course of Geometry for Colleges and Universities （ Geometry: A Comprehensive Course として再販）[7]
- A Geometric Introduction to Linear Algebra[8]
- Geometry and the Liberal Arts（ Geometry and the Visual Arts として再販）[9]
- The Gentle Art of Mathematics

### 邦訳書籍
- Pedoe, Daniel 著、金沢 養 訳『数学ソフトタッチ : 現代数学早わかり』白揚社、1963年。
- Pedoe, Daniel 著、磯田 浩 訳『図形と文化』法政大学出版局、1985年。
- 深川, 英俊、Pedoe, Daniel『日本の幾何-何題解けますか?』森北出版、1991年11月。